# Liste der Bodendenkmäler in Collenberg
Auf dieser Seite sind die Bodendenkmäler in der unterfränkischen Gemeinde Collenberg zusammengestellt. Diese Tabelle ist eine Teilliste der Liste der Bodendenkmäler in Bayern. Grundlage ist die Bayerische Denkmalliste, die auf Basis des Bayerischen Denkmalschutzgesetzes vom 1. Oktober 1973 erstmals erstellt wurde und seither durch das Bayerische Landesamt für Denkmalpflege geführt wird. Die folgenden Angaben ersetzen nicht die rechtsverbindliche Auskunft der Denkmalschutzbehörde.

## Bodendenkmäler in Collenberg
| Lage                     | Objekt                                                                                | Akten-Nr.     | Bild |
| ------------------------ | ------------------------------------------------------------------------------------- | ------------- | ---- |
| (Standort)               | Spätmittelalterliche Wüstung mit Kapellenruine St. Michael und Töpferofen.            | D-6-6221-0011 |      |
| Reistenhausen (Standort) | Brandgräber der Urnenfelderzeit.                                                      | D-6-6221-0012 |      |
| (Standort)               | Körpergräber der Römischen Kaiserzeit oder der Völkerwanderungszeit.                  | D-6-6221-0013 |      |
| (Standort)               | Vorgeschichtliche Grabhügel.                                                          | D-6-6221-0062 |      |
| (Standort)               | Archäologische Befunde im Bereich der frühneuzeitlichen ehem. Kath. Kirche St. Joseph | D-6-6221-0123 |      |
| (Standort)               | Archäologische Befunde im Bereich des neuzeitlichen jüdischen Friedhofs               | D-6-6221-0124 |      |
| (Standort)               | Turmhügel des Mittelalters.                                                           | D-6-6221-0180 |      |
| (Standort)               | Bestattungsplatz mit Grabhügel vorgeschichtlicher Zeitstellung.                       | D-6-6221-0181 |      |
| (Standort)               | Brandgräber der Urnenfelderzeit und Siedlung der späten Urnenfelderzeit.              | D-6-6222-0001 |      |
| (Standort)               | Spätmittelalterlicher Töpferofen.                                                     | D-6-6222-0009 |      |
| (Standort)               | Archäologische Befunde im Bereich der frühneuzeitlichen Kath. Pfarrkirche St. Stephan | D-6-6222-0018 |      |
| (Standort)               | Archäologische Befunde im Bereich des frühneuzeitlichen Schlosses in Fechenbach       | D-6-6222-0019 |      |
| (Standort)               | Archäologische Befunde im Bereich der neuzeitlichen ehem. Synagoge mit Mikwe          | D-6-6222-0020 |      |